# R. Voigtländer
R. Voigtländer war ein Verlag in Kreuznach und Leipzig von 1847 bis etwa 1930.

## Geschichte
1847 gründete Robert Voigtländer einen Verlag an seiner Buchhandlung in Kreuznach bei Mainz. Er verlegte dort vor allem regionale Literatur. 1876 gründete sein Sohn Robert Voigtländer einen eigenen Verlag in Leipzig. Ab etwa 1880 führte sein Bruder den Verlag R. Voigtländer’s Sortiment in Kreuznach weiter, der seit etwa 1900 nur noch wenige Publikationen herausbrachte.

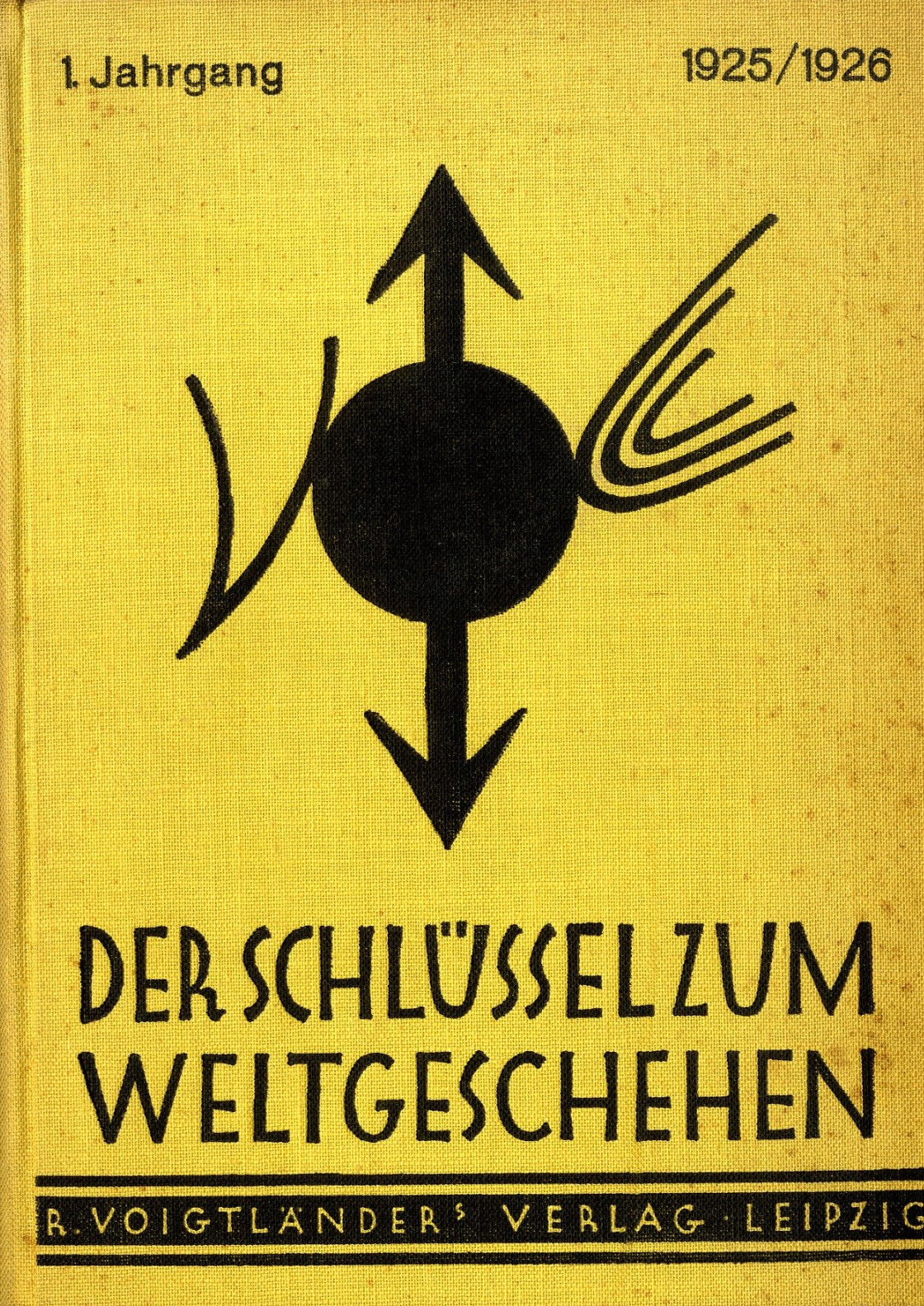
Der Schlüssel zum Weltgeschehen, 1925, R. Voigtländers Verlag Leipzig

In R. Voigtländer’s Verlag in Leipzig erschienen zunächst vor allem Schulbücher. Diese wurden 1899 an die Anhaltische Verlagsanstalt (Voigtländer und Oesterwitz) in Dessau abgegeben. Ab etwa 1900 wurden dafür hochwertige Kunstdrucke und weitere Publikationen herausgegeben, darunter Voigtländers Quellenbücher. Der Leipziger Verlag bestand bis etwa 1930.